# دوریو-دونگ
دوریو-دونگ (به لاتین: Duryu-dong) یک منطقهٔ مسکونی در کره جنوبی است.